# 1065 Amundsenia
1065 Amundsenia је Марсов тројански астероид са средњом удаљеношћу од Сунца која износи 2,360 астрономских јединица (АЈ).
Апсолутна магнитуда астероида је 13,2 а геометријски албедо 0,320.